# Eva Ganster
Eva Ganster (Kitzbühel, 30 marzo 1978) è un'ex saltatrice con gli sci austriaca.

## Biografia
Attiva principalmente in un periodo precedente al riconoscimento ufficiale del salto con gli sci femminile da parte della Federazione Internazionale Sci, nel 1997 ha effettuato il primo salto dal trampolino di Kulm a Bad Mitterndorf/Tauplitz, in Austria (struttura tradizionalmente riservata al volo con gli sci), ottenendo l'allora record mondiale pari a 167 metri.
Ha esordito in gare FIS l'11 gennaio 2003 a Planica, classificandosi terza in una K90, e in Coppa Continentale nella stagione inaugurale dell'allora massima manifestazione internazionale femminile, il 16 gennaio 2005 nella medesima località (14ª).

## Palmarès

### Coppa Continentale
- Miglior piazzamento in classifica generale: 15ª nel 2005

### Campionati austriaci
- 7 medaglie[2]:
  - 2 ori (K90 nel 2002; K90 nel 2003)
  - 5 argenti (K90 nel 2000; K90, K105 nel 2001; K105 nel 2002; K90 nel 2005)